# Bahnhof Münchberg

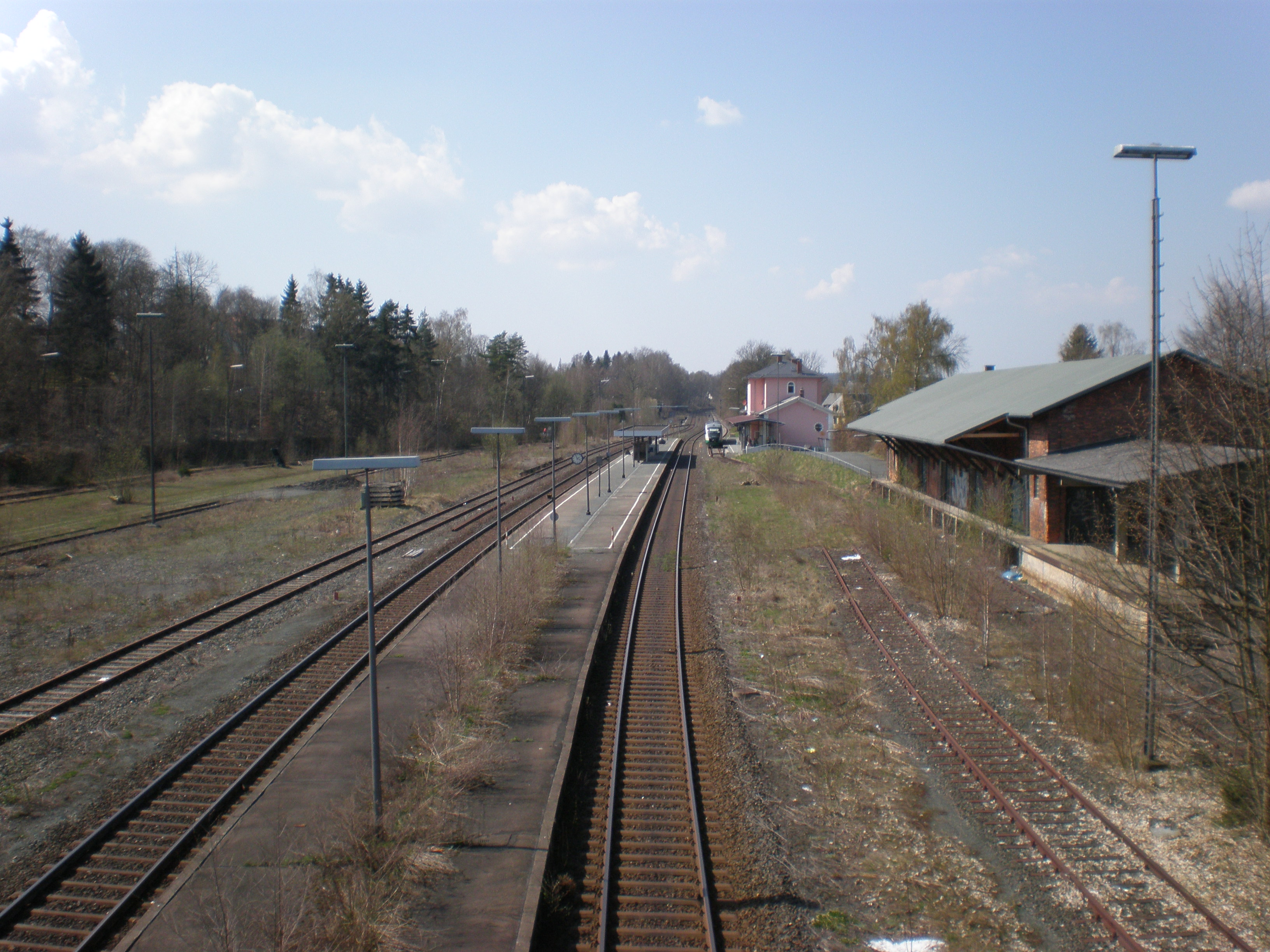
Mittig der Fernbahnsteig, auf dem Stumpfgleis vor dem Bahnhofsgebäude steht ein Triebwagen nach Helmbrechts

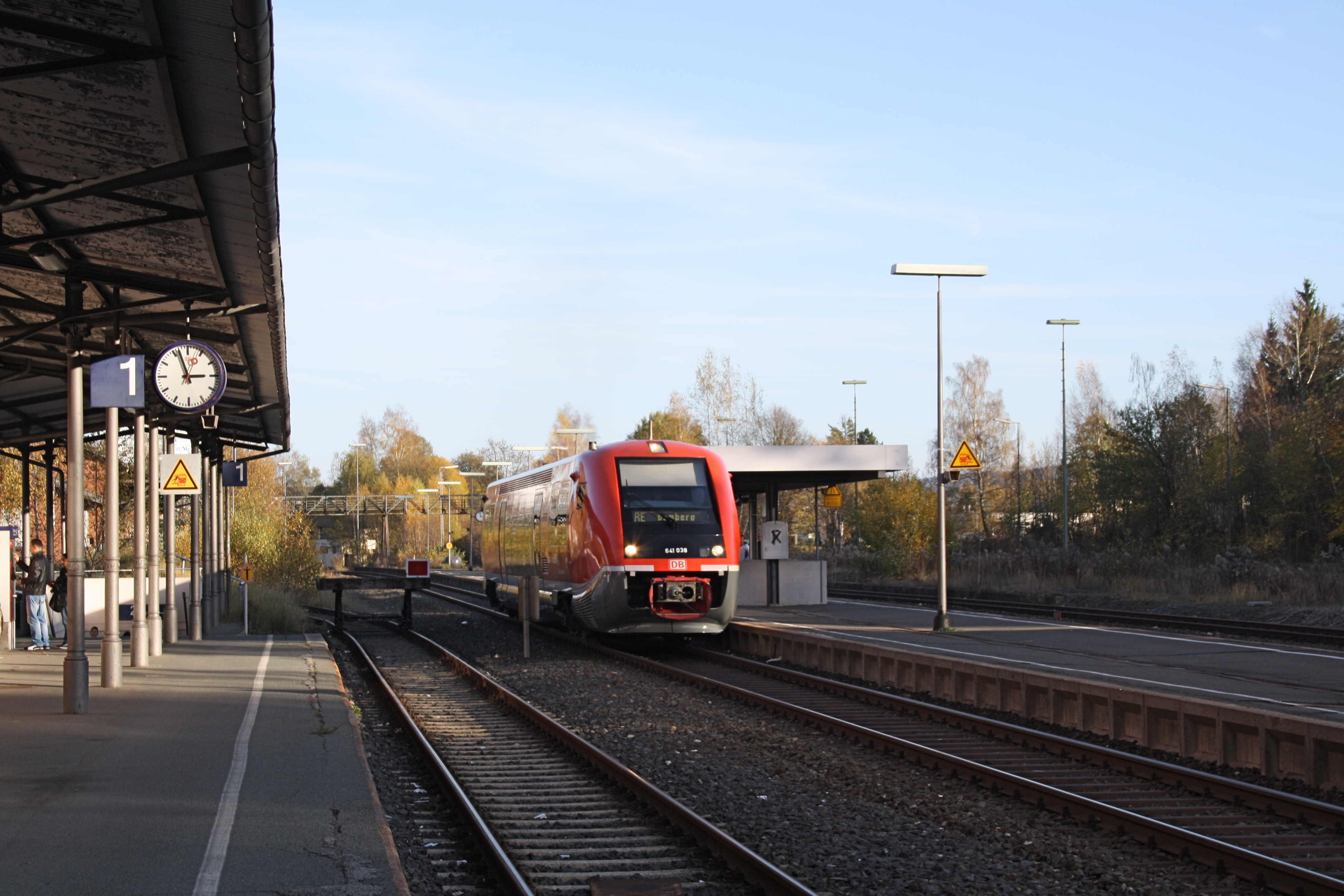
Am Inselbahnsteig ein Triebwagen der Baureihe 641 aus Hof

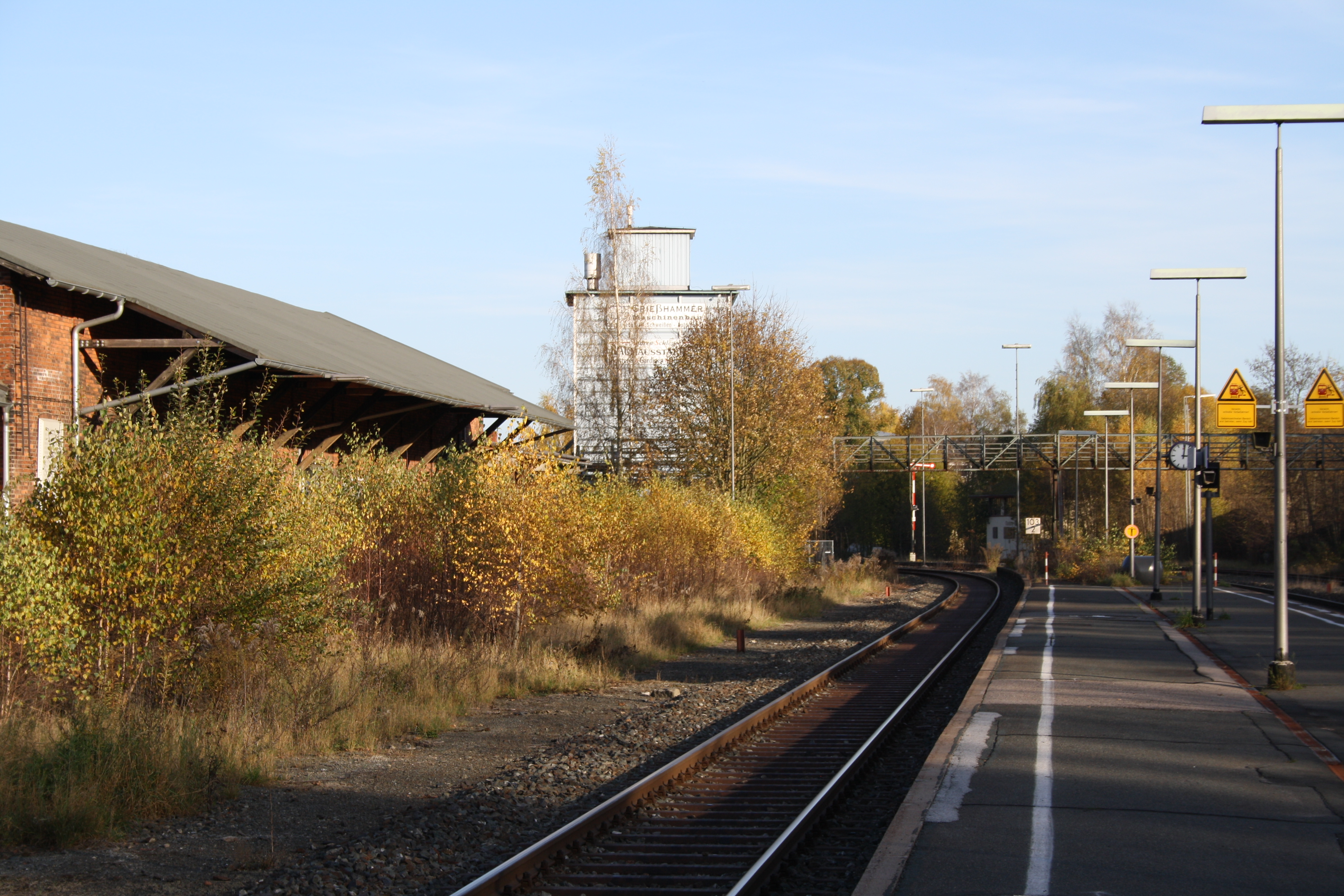
Östlicher Bahnhofskopf mit ehemaligem Güterschuppen und Fußgängersteg

Der Bahnhof Münchberg ist ein Trennungsbahnhof an der Bahnstrecke Bamberg–Hof in Münchberg in Oberfranken. Er ist südlicher Endpunkt der eingleisigen Nebenbahn Münchberg–Helmbrechts. Beide Strecken sind nicht elektrifiziert.

## Lage
Der Bahnhof Münchberg erstreckt sich in Ost-West-Richtung südlich der Innenstadt am Südhang des Tals der Pulschnitz.

## Geschichte und Beschreibung
1848 wurde der Bahnhof mit der Eröffnung des Abschnitts Neuenmarkt–Hof der Ludwig-Süd-Nord-Bahn in Betrieb genommen. An der zunächst eingleisigen Strecke wurden lediglich ein Kreuzungsgleis und ein Gleis zur offenen, überdachten Ladehalle angelegt. Letzteres führte über eine Drehscheibe, an die drei kurze Stumpfgleise angeschlossen waren.
Der erste Entwurf eines Stationsgebäudes aus dem Jahr 1844 konnte infolge einer – nicht nur auf Bayern beschränkten – Finanzkrise Mitte 1846 nicht verwirklicht werden. Es entstand nur ein kleinerer, 29 Meter langer Bau mit Ladehalle und Waage im von König Ludwig I. gewünschten „antik-römischen Stil“.
Der zweigleisige Ausbau der Bahnstrecke im Raum Münchberg brachte 1872 erste Änderungen im Gleisbereich mit sich, die Zahl der Weichen im Bahnhof stieg auf neun. Die optischen Telegraphen wurden in diesem Zusammenhang durch „elektrische Signale für die Bahn- und Wechselwärter“ ersetzt. 1875 wurde das Expeditionslokal erweitert, 1881 ein Wartesaal dritter Klasse angebaut.
Am 19. August 1885 erfolgte der erste Spatenstich für die Lokalbahn Münchberg–Helmbrechts, die am 1. Juni 1887 dem Verkehr übergeben werden konnte. Helmbrechts besaß damals eine aufblühende Textilindustrie. Das von dort kommende Gleis verlief von Westen her knapp zwei Kilometer lang parallel zur Hauptbahn, es endete an der Westseite des Empfangsgebäudes an zwei 40 Meter langen Stumpfgleisen. Im Bahnhofsvorfeld entstand eine trapezförmige Weichenverbindung zum nördlichen Hauptgleis.
Bereits in den 1870er Jahren erwiesen sich die Gleisanlagen für das Verkehrsaufkommen im Güterverkehr als unzureichend. Es dauerte jedoch bis etwa 1893, ehe ein grundlegender Umbau des Bahnhofs Abhilfe brachte. Neue Stumpfgleise und eine neue Güterhalle entstanden, das Hallengleis wurde beidseitig an das nördliche Streckengleis angeschlossen. Der Freiladehof wurde auf die Südseite des Bahnhofs verlegt, er erhielt eine breite Ladestraße mit zwei langen Freiladegleisen. Die Verschwenkung der Streckengleise erlaubte es, fortan das Gleis 1 am Hausbahnsteig für die Helmbrechtser Züge zu nutzen. Die Hauptbahn verlief nun über die Gleise 2 bis 4, wobei das Gleis 3 als Überholgleis für beide Richtungen angelegt wurde. Das Stellen der wichtigsten Weichen – bis dahin durch Weichenwärter vor Ort – wurde zwei neu errichteten Stellwerken übertragen.
Als zweite von Münchberg abgehende Bahnstrecke wurde am 18. Oktober 1902 die Bahn nach Zell eröffnet. Anstelle der seitlichen Schüttbahnsteige wurden zwei Inselbahnsteige gebaut und eine Bahnsteigunterführung angelegt. Die Zeller Strecke fädelte von Südosten kommend in den Bahnhof ein und endete am südlichen Bahnsteig auf Gleis 5. Das ursprüngliche Sichtmauerwerk des Hauptgebäudes aus Gneis mit granitenen Ecken wurde 1902 verputzt.
Ab 1907 kamen im Bahnhofsbereich private Anschließer hinzu. Die 1924 erfolgte Inbetriebnahme der Bahnstrecke Selbitz–Helmbrechts ermöglichte durchgehende Züge von und nach Hof, diese fuhren auch über Gleis 4.
Mitte der 1930er Jahre wurden die Hauptgleise auf 650 Meter Nutzlänge erweitert, 1936 zwei neue Stellwerke errichtet und die Stellwerkstechnik modernisiert. Im Ladehof entstand ein drittes Gleis, an der Südwestseite ein weiteres Ausziehgleis. 1937/38 wurde der Westflügel des Empfangsgebäudes verlängert und die Schalterhalle erweitert.
Am 14. April 1944 wurden von der Wehrmacht im Stadtgebiet vier Eisenbahnbrücken gesprengt. Bei der Brücke über die Kirchenlamitzer Straße blieb es aus Kostengründen bis 1964 bei einem Provisorium. Der Umfang der Gleisanlagen änderte sich nach dem Zweiten Weltkrieg zunächst kaum.
Im November 1954 begann die Verdieselung. Auf der Strecke nach Zell ersetzte ein Schienenbus der Baureihe VT 95 teilweise den dampfbespannten Zug. Der 29. September 1962 war der letzte reguläre Einsatztag einer Dampflokomotive (64 239) nach Zell, sie wurde durch V 100 ersetzt. Am 25. September 1971 fuhr der letzte Personenzug auf dieser Strecke, ihn zog nochmals eine Dampflok (86 171). 1972 wurde das Gleis nach Zell weitgehend abgebaut, verblieben ist ein 1,7 Kilometer langes Reststück als Anschlussgleis zum Umspannwerk Mechlenreuth.

## Aktuelle Situation
Durch den Bau und Ausbau der Bahnstrecke Hochstadt-Marktzeuln–Probstzella sowie den Lückenschluss zwischen Ludwigsstadt und Probstzella verlor der Bahnhof Münchberg bereits im frühen zwanzigsten Jahrhundert einen Teil des Personenfernverkehrs. Heute verkehren die Intercity-Express-Züge der Relation München–Berlin nur noch über die Neubaustrecke Ebensfeld–Erfurt, vereinzelt auch noch über die Frankenwaldbahn. 
Zurzeit verkehren Regional-Express-Züge der Deutschen Bahn sowie Regionalbahnen des Unternehmens Agilis.
| Linie                    | Laufweg                                                                             | Frequenz        |
| ------------------------ | ----------------------------------------------------------------------------------- | --------------- |
| RE30                     | Nürnberg Hbf – Hersbruck (r Pegnitz) – Pegnitz – Bayreuth Hbf – Münchberg – Hof Hbf | Zweistundentakt |
| RE35                     | Bamberg – Lichtenfels – Neuenmarkt-Wirsberg – Münchberg – Hof Hbf                   | Zweistundentakt |
| RB98                     | Helmbrechts – Münchberg – Hof Hbf                                                   | Stundentakt     |
| RB99                     | Neuenmarkt-Wirsberg – Münchberg – Hof Hbf – Hof-Neuhof                              | Zweistundentakt |
| Stand: 15. Dezember 2024 |                                                                                     |                 |

Nur die wichtigsten Gleise wurden nicht rückgebaut, das Gleis 1 wurde zum Stumpfgleis reduziert. Im Jahr 2015 wurde der Fußgängersteg über die Gleisanlagen wegen Baufälligkeit zurückgebaut, es standen eine Zeit lang nur noch die Treppentürme. Es war geplant, den Bahnsteig 4 sowie einige Weichen für eine bessere Nutzbarkeit neu zu errichten. Die aktuelle Planung sieht vor, neben dem barrierefreien Ausbau die Anbindung des heutigen Stumpfgleises 1 im Osten wieder herzustellen, um es für Zugfahrten aus beiden Richtungen nutzen zu können.